# L'Enfant et les Sortilèges
L'Enfant et les Sortilèges: Fantaisie lyrique en deux parties (L'infant i els sortilegis: Fantasia lírica en dues parts) és una òpera de Maurice Ravel sobre un llibret de Colette. Va ser la segona i última òpera de Ravel, després de L'Heure espagnole. Composta entre 1917 i 1925, va ser estrenada a l'Òpera de Montecarlo l'any 1925 sota la batuta de Victor de Sabata.
Després d'haver-li ofert l'oportunitat d'escriure una obra musical, Colette va concloure el llibret en vuit dies. Diversos compositors s'hi van interessar a compondre la música, però Colette només va sentir-se atreta per la proposta de Ravel.

## Gènesi
Durant la Primera Guerra Mundial, el director de l'Òpera de París, Jacques Rouché va demanar a Colette un text per a un ballet fantàstic. Llavors, Colette va escriure un text amb el títol Divertissements pour ma fille. Després, Colette va triar Ravel per posar música al text, enviant-li una còpia mentre aquell estava servint a la guerra, l'any 1916; això no obstant, el correu es va perdre. L'any 1917, Ravel en va rebre finalment una còpia i va acceptar compondre la partitura, responent amb humor a Colette, «M'agradaria compondre açò, però no tinc cap filla.» A causa d'obligacions contractuals, finalment Ravel es va veure forçat a concloure la partitura per a l'any 1924. Colette, que creia que la música ja no seria composta, va expressar el seu gran plaer per la conclusió de l'obra, convençuda que el seu modest treball havia donat més de si que el que hom esperava en un principi. Amb el nou títol de L'Enfant et les Sortilèges, va ser estrenada el 21 de març de 1925 a Montecarlo, dirigida per Victor de Sabata amb les seqüències de ballet coreografiades per George Balanchine. Ravel va dir de l'estrena: «La nostra obra requereix una producció extraordinària: hi ha nombrosos personatges, i els efectes especials són constants. Seguint els principis de l'opereta americana, la dansa es contínua i està imbricada amb l'acció [...i] l'Òpera de Montecarlo gaudeix d'una meravellosa companyia de ballarins russos, excepcionalment dirigits per un prodigiós mestre de ballet, el Sr. Balanchine. I cal no oblidar un element essencial, l'orquestra.»

## Música
Cal una gran orquestra, un cor d'adults, un cor infantil i vuit solistes, la major part dels quals canten diversos papers. La mida del repartiment i la posada en escena d'una història fantàstica sovint dificulta la programació, i això explica que no es representi massa sovint o es faci en versió de concert. Ravel utilitza alguns subtils leitmotiv al llarg de l'obra. Les melodies són emfatitzades per una orquestra que el mateix Ravel va manifestar que havia modelat com la de George Gershwin o les de les operetes americanes de l'època. Tot i això, l'obra no evita el virtuosisme de l'escriptura orquestral. Ravel va comparar el seu treball amb el de la seva primera òpera, L'Heure espagnole: «Més que mai, estic a favor de la melodia. Sí, melodia, bel canto, vocalises, virtuosisme vocal – aquest és per a mi el punt de partida. Si, a L'Heure espagnole la mateixa acció teatral demanava que la música fóra només un comentari a cada paraula o gest, ací, al contrari, aquesta fantasia lírica demana melodia, no res més que melodia... La partitura de L'Enfant et les Sortilèges és una combinació senzillíssima de tots els estils de totes les èpoques, des de Bach fins a ... Ravel»
L'òpera va rebre inicialment una càlida acollida a Montecarlo, però a les representacions a París uns anys després l'èxit va ser menor. André Messager va criticar la declarada naturalesa imitativa de la música, però Francis Poulenc i Les Six s'hi van mostrar impressionats. El duo de gats miolant ("Duo miaulé") s'ha considerat sovint una paròdia d'un duo d'amor de Wagner, no obstant Arthur Honegger va destacar aquest fragment en particular.

## Argument
Ambientada en una antiga casa de camp normanda, L'enfant narra la història d'un infant malcriat que és renyat pels objectes de la seva habitació que poc abans, en un atac d'ira, ha trencat. Després de ser renyat per sa mare, al principi de l'òpera, l'infant s'enrabia i trenca tot el que l'envolta. Poc després se sorprèn en veure que els dissortats objectes comencen a cobrar vida. Els mobles, els objectes, el paper pintat dels barandats i el foc de la llar comencen a parlar; fins i tot del seu quadern esdevé un ancià i un cor de xifres. En la segona part, el llit es converteix en un jardí ple dels cants dels animals i les plantes que abans l'infant havia caçat i torturat. Finalment l'infant aprèn la lliçó.

### Fragments
1. "J'ai pas envie de faire ma page" (no tinc gana de fer els deures)
2. "Bébé a été sage?" (L'infant ha estat aplicat?)
3. "Ça m'est égal!" (Em té igual!)
4. "Votre serviteur humble, Bergère" (Vostre humil servidor, butaca)
5. "Ding, ding, ding, ding"
6. "How's your mug?"
7. "Keng-ça-fou, mah-jong"
8. "Oh! Ma belle tasse chinoise!" (Oh! la meva bella tassa xinesa)
9. "Arrière ! Je réchauffe les bons" (Enrere! Jo escalfoe els bons)
10. "Adieu, Pastourelles!" (Adéu, pastoretes)
11. "Ah! C'est elle! C'est elle!" (Ah! És ella, és ella!)
12. "Toi, le coeur de la rose" (Tu, del color de la rosa)
13. "Deux robinets coulent dans un réservoir!" (Dues aixetes vessen en un dipòsit)
14. "Oh! Ma tête!" (Oh! El meu cap!)
15. "Duo miaulé" (Duo de gats maulant)
16. "Musique d'insectes, de rainettes, etc." (Música d'insectes, de granotes, etc.)
17. "Ah! Quelle joie de te retrouver, Jardin!" (Oh! Quina alegria de retrobar-te, Jardí!)
18. "Où es-tu, je te cherche...' - Ronde des chauves-souris" (On estàs, et busco...' - Ronda dels rats-penats)
19. "Ronde des chauves-souris": 'Rends-la moi... Tsk, Tsk..." (Ronda dels rats-penats: torna-me-la ... Txec, txec..)
20. "Danse des rainettes" (dansa de les granotes)
21. "Sauve-toi, sotte! Et la cage? La cage?" (Salvat totxa, I la gàbia? La gàbia?)
22. "La cage, c'était pour mieux voir ta prestesse" (La gàbia, era per veure millor la teva elegància)
23. "Ah ! C'est l'enfant au couteau!" (Ah! És l'infant del ganivet!)
24. "Il a pansé la plaie..." (Ha curat la ferida…)
25. "Il est bon, l'enfant, il est sage" (És bo, l'infant, és aplicat)